# Кадиевцы
Кадиевцы (укр. Кадиївці) — село в Каменец-Подольском районе Хмельницкой области Украины.
Население - ↘1570 человек (01.01.2025 г.). Население по переписи 2001 года составляло 1703 человека. Почтовый индекс — 32345. Телефонный код — 3849. Занимает площадь 4,298 км².

## Местный совет
32345, Хмельницкая обл., Каменец-Подольский р-н, с. Кадиевцы